# تشارلز تورنبول
تشارلز تورنبول (بالإنجليزية: Charles Turnbull)‏ (25 فبراير 1851 بغلوستر في المملكة المتحدة - 24 مارس 1920 في المملكة المتحدة) هو لاعب كريكت بريطاني (وحمل سابقاً جنسية المملكة المتحدة لبريطانيا العظمى وأيرلندا). لعب مع نادي مقاطعة غلوستر للكريكت ‏.

## وصلات خارجية
- تشارلز تورنبول على موقع إي آس بي آن كريك إنفو (الإنجليزية)